# Halkyn
Halkyn (Helygain en gallois, Lygian  en gallois du Flintshire) est un village du Flintshire situé au nord-est du pays de Galles. La population s'élevait à 2 876 habitants lors du recensement de 2001 et à 2 879 en 2011.

## Géographie
Le village est situé à environ 260 kilomètres au nord de Cardiff, la capitale du pays de Galles.

## Histoire
C'était un lieu connu pour l'extraction du plomb de la province romaine de Bretagne. Le nom du village est attesté dans le Domesday Book de 1086 sous le nom de Alchene.
Helygain est une ancienne pieve qui comprenait les villages de Hendrefigillt, Lygan y Llan et Lygan y Wern.

## Culture
Il y a un bureau de poste, une paroisse, une bibliothèque et deux pubs.

## Sport
Le village possède une équipe de cricket et une de football : la Halkyn United Football Club (en) .

## Personnalités liées à Halkyn
- John Ingleby, (1749-1808), peintre et miniaturiste.